# Sauk River (Washington)
La rivière Sauk (Sauk River en anglais) est une rivière d'environ 72 km qui s'écoule dans l'État de Washington au nord-ouest des États-Unis.

## Étymologie
Le nom de la rivière tire son origine dans la tribu amérindienne Sauk-Suiattle (Sah-kee-ma-hu).

## Description
La rivière est un affluent du fleuve Skagit qui se jette lui-même dans le Puget Sound, un bras de mer de l'océan Pacifique. Elle prend sa source au sein de la chaîne des Cascades.
Ses deux affluents principaux, qui donnent naissance à la rivière, sont le bras sud de la Sauk (South Fork Sauk River ) et le bras nord de la Sauk (North Fork Sauk River). Ces derniers prennent leurs sources dans la zone protégée Glacier Peak Wilderness. La rivière traverse la forêt nationale du Mont Baker-Snoqualmie jusqu'à la localité de Darrington avant de se diriger vers le nord et de rejoindre le fleuve Skagit au niveau de Rockport.
Parmi ses affluents se trouvent la Suiattle River (en), la White Chuck River (en) et le Clear Creek (en). À Darrington, la rivière est si proche du bras nord de la rivière Stillaguamish (en) qu'on transportait par voie terrestre les embarcations entre les rivières.

### South Fork
Le bras sud de la rivière (South Fork Sauk River) prend sa source dans un glacier sur le flanc nord-ouest du Columbia Peak (en). Il se dirige ensuite vers le nord-ouest jusqu'à la localité de Monte Cristo où il est rejoint par le Glacier Creek. Il reçoit ensuite les eaux du Weden Creek puis rejoint le lac Monte Cristo. Après avoir reçu les eaux de l'Elliot Creek, le bras sud rejoint le bras nord pour former la rivière Sauk à proprement parler.

### North Fork
Le bras nord de la rivière prend sa source dans un petit lac près de la Johnson Mountain. Il s'écoule en majorité dans la direction nord-ouest. Sur son cours se trouvent des cascades (North Fork Falls),. Ses affluents sont le Sloan Creek (en), le Cougar Creek et le Lost Creek.

## Histoire
En 1890, des prospecteurs découvrent dans la zone des minerais qui conduisent à un boum de l'exploitation minière à Monte Cristo non loin de la source de la North Fork Sauk River. Un chemin de fer sera même construit le long de la rivière en 1891. Aujourd'hui, la zone abandonnée porte le nom de Bedal.